# All Hands on Deck
All Hands on Deck è un singolo della cantante statunitense Tinashe, pubblicato nel 2015 ed estratto dal suo album di debutto Aquarius.
In formato digitale il brano è stato pubblicato in due versioni remix, una realizzata insieme alla rapper australiana Iggy Azalea, l'altra realizzata insieme a DeJ Loaf.

## Tracce
- Download digitale

1. All Hands on Deck (Remix) (featuring Iggy Azalea) – 3:40
2. All Hands on Deck (Remix) (featuring Dej Loaf) – 4:00